# Joeropsis integer
Joeropsis integer là một loài chân đều trong họ Joeropsididae. Loài này được Kensley miêu tả khoa học năm 1984.